# Eros (RIN-Album)
Eros (Eigenschreibweise EROS) ist das erste Studioalbum des deutschen Rappers RIN. Es erschien am 1. September 2017 über das Label Division Recordings.

## Titelliste
Das Album enthält folgende Musikstücke:
| #  | Titel                                           | Produzent               | Länge |
| -- | ----------------------------------------------- | ----------------------- | ----- |
| 1  | Intro / Liebe                                   | [?]                     | 1:56  |
| 2  | Blackout                                        | Lex Lugner              | 2:48  |
| 3  | Bass                                            | iLoveYouPeter           | 3:15  |
| 4  | Bros                                            | Minhtendo               | 3:16  |
| 5  | Vagabundo                                       | Lex Lugner              | 2:05  |
| 6  | Ich will dass du mich brauchst / Maria          | Alexis Troy, DeadCrow   | 3:54  |
| 7  | Dizzee Rascal Type Beat                         | Minhtendo               | 2:54  |
| 8  | Doverstreet                                     | Minhtendo               | 3:05  |
| 9  | Nightlife                                       | Rorschach               | 4:08  |
| 10 | Gamma                                           | OZ                      | 3:32  |
| 11 | Colette                                         | Minhtendo               | 3:36  |
| 12 | Sag mir wenn du high bist / Komm in meine Seele | Bazzazian & Alexis Troy | 6:44  |
| 13 | Monica Bellucci                                 | Alexis Troy             | 3:24  |
| 14 | Aretha Franklin Freestyle                       | Minhtendo               | 3:04  |

## Covergestaltung
Das Albumcover zeigt vier Stangen Dynamit, welche jeweils einen Buchstaben des Wortes „Eros“ bilden. Das Bild ist in den Farbtönen Rot und Schwarz gehalten. Die Cover sowie das Album wurden von dem Kreativ Studio „Sucuk und Bratwurst“ gestaltet.

## Vermarktung

### Musikvideos
Begleitend wurden seit Januar 2017 in unregelmäßigen Abständen Musikvideos zu den Songs Blackout, Dizzee Rascal Type Beat, Ich will dass du mich brauchst, Doverstreet, Bros, Monica Bellucci und Bass auf der Videoplattform YouTube veröffentlicht.

### Streaming
Das Album ist als Vinyl-Schallplatte, CD oder per Download erhältlich und steht auf den gängigen Streaming-Portalen (wie Google Play Music, Apple Music oder Spotify) zur Verfügung.

## Rezeption
Sven Aumiller von MZEE lobt das Werk aufgrund des unverwechselbaren Vibes, welche der Rapper und seine Produzenten Minhtendo, Lex Lugner und Alexis Troy aufbauen. Des Weiteren rezensiert er, dass RIN seine Beat-Vorlagen gekonnt nutze und nebenbei mit vielen Normen, die im Rap bis dato nur selten gebrochen wurden, breche.